# Кречко Наталія Михайлівна
Наталія Михайлівна Кречко (нар. 13 жовтня 1968) — українська співачка (сопрано) та диригентка. Заслужена артистка України, професорка, завідувачка кафедри музичного мистецтва  Київського національного університету культури і мистецтв. 
Художня керівниця та головна диригентка студентського академічного хору «ANIMA». Донька хормейстера і композитора Михайла Кречка.

## Біографія
Закінчила Національну музичну академію України ім. П. І. Чайковського по класу диригування (1992) у народного артиста СРСР, Героя України, проф. Л. Венедиктова; по класу вокалу (1996) та асистентуру-стажування (1999) у народного артиста України, проф. В. Куріна.
Паралельно, як солістка-вокалістка в 1998—2005 роках співпрацювала з Національним будинком органної та камерної музики. В 2002—2004 роках солістка Київського академічного муніципального оперного театру для дітей та юнацтва, брала участь в ряді проектів Національної філармонії України, та інших концертних залах Києва.
З 1992 р. викладає в КНУКіМ, з 2005 — завідувачка кафедрою академічного хорового мистецтва, з 2021 - завідувачка кафедри музичного мистецтва, а також керівниця студентського хору «ANIMA», який під орудою Кречко здобув звання лауреата Міжнародного конкурсу камерних хорів «Ялта–Вікторія» (2005), конкурсу хорових колективів ім. Георгія Димитрова (Варна, Болгарія, 2008), лауреата спеціальної нагороди «Найкращий диригент» (Болгарія, 2008), ІІ премію конкурсу ім. Геогріу Музическу (Румунія, 2012), ІІ премію Міжнародного Конкурсу ім. Георгіу Музическу, м. Ясси, Румунія (2016 р.).
Член журі обласного огляду-конкурсу камерної вокальної музики ім. І. С. Козловського (2003, 2008 рр.), голова журі (2013, 2016 рр.) та Вокального конкурсу «Світова класика українською» (2017, 2019 рр.)
Проводила Майстер-клас в рамках Першої Всеукраїнської «Літньої хорової академії»  м. Одеса  (25 червня – 2 липня) 2017 рік.
Має фондові радіозаписи, брала участь в запису музичних теле- та радіо- програм: «Київ-класичний», «Класік-прем’єр», «Оплески-оплески», «Жіночий світ», «Новини для родини», «Іспит для метра», «Браво маестро».
Двічі — в листопаді 2017 та 2019 роках брала участь в роботі журі Першого всеукраїнського конкурсу вокалістів «Світова класика українською»
Серед випускників Наталії Кречко — заслужена артистка України Оксана Дондик.
Дійсна член Національної всеукраїнської музичної спілки та член президії Київського обласного відділення Національної всеукраїнської музичної спілки, член правління хорового товариства ім. М. Леонтовича.

## Нагороди
- Нагороджена Почесною грамотою Міністерства культури і мистецтв України (2003 р.);
- Нагороджена дипломом Міжнародного Академічного Рейтингу популярності «Золота Фортуна» (2007 р.).
- Лауреатка Міжнародного конкурсу вокалістів «Мистецтво XXI сторіччя» (2004 рік).
- Лауреатка спеціальної премії «Найкращий диригент» Міжнародного конкурсу ім. Г. Димитрова в місті Варна (Болгарія 2008 рік.),

## Наукові статті
- Кречко Н. М. Хорова культура України 60–80-х рр. XX ст. Репертуар. Концертна діяльність. Вплив на сучасність / Н. М. Кречко // Література та культура Полісся. Серія: Історичні науки. 2015. Вип. 79.С. 274—280. Режим доступу: http://nbuv.gov.ua/UJRN/Ltkpist_2015_79_24
- Кречко Н. М. Полістилізм у хоровій культурі 70–80-х рр. XX ст [Електронний ресурс] / Н. М. Кречко // Проблеми соціальної роботи: філософія, психологія, соціологія. 2016. № 1.С. 63-69. Режим доступу: http://nbuv.gov.ua/UJRN/prcr_2016_1_10
- Кречко Н. М. Особливості виявлення сутності художньо-образної ідеї в оперному фіналі (у жанрі опери-драми) [Електронний ресурс] / Н. М. Кречко, Н. О. Якобенчук // Імідж сучасного педагога. 2017. № 5.  С. 37-39. Режим доступу: http://nbuv.gov.ua/UJRN/isp_2017_5_12
- Кречко Н. М. Сучасна інтерпретація опери Генрі Перселла «Дідона та Еней»: українські реалії [Електронний ресурс] / Н. М. Кречко, Н. О. Якобенчук, О. Ю. Грицюк // Молодий вчений. 2017. № 11.С. 579—582. Режим доступу: http://nbuv.gov.ua/UJRN/molv_2017_11_143
- Кречко Н. М. Характерні ознаки репертуарної політики академічних хорових колективів України в контексті розвитку вітчизняної хорової культури другої половини XX століття [Електронний ресурс] / Н. М. Кречко // Молодий вчений. 017.  № 10.  С. 284—289. Режим доступу: http://nbuv.gov.ua/UJRN/molv_2017_10_67
- Кречко Н. М., Лисенко В. В., Бояр О. С. Методичні рекомендації до проведення індивідуальних занять з фаху (диригування). Київ : КНУКіМ, 2020. 64 с.
- Кречко Н. М., Лисенко В. В., Бояр О. С. Методичні рекомендації до проведення індивідуальних занять з фаху (диригування). Київ : КНУКіМ, 2020. 77 с.
- Кречко Н. М., Лисенко В. В., Бояр О. С. Методичні рекомендації з організації самостійної роботи студентів з фаху (диригування). Київ : КНУКіМ, 2020. 67 с.
- Кречко Н. М., Якобенчук Н. О. Дитячий хоровий спів та його роль у музичній культурі. Імідж сучасного педагога. 2019. № 2 (185). С. 76 – 79.
- Кречко Н. М., Якобенчук Н. О., Грицюк О. Ю. Сучасна інтерпретація опери Генрі Перселла «Дідона та Еней»: українські реалії. Молодий вчений. 2017. № 11 (51). С. 579 – 582.
- Кречко Н. М., Якобенчук Н. О., Грицюк О. Ю. Хоровий клас (академичний хор) : практикум. Київ : Ліра-К, 2017. 110 с.
- Кречко Н. М. Жанрові метаморфози та українське хорове мистецтво у контексті творчості Володимира Рунчака. Тернопіль: Вид-во «Наукові записки Тернопільського національного педагогічного університету ім. Володимира Гнатюка. Серія: мистецтвознавство»,  2018.-№2 (вип.39). С. 39-45.
- Nataliia Krechko, Olena Skoptsova, Larysa Ostapenko, Zhanna Zakrasniana, Ihor Tylyk.  Inclusive component of modern higher education, its socio-cultural role and development prospects. (Інклюзивна складова сучасної вищої освіти, її соціокультурна роль та перспективи розвитку). Studies of Applied Economics. Received: 15 May 2021 Accepted: 19 May 2021
- Кречко Н.М. Цифрові інформаційні технології в музичній освіті // Матеріали міжнародної науково-практичної інтернет-конференції “Музика в діалозі з сучасністю: освітні, мистецтвознавчі, культурологічні студії”. Київ, КНУКіМ, 2021.  С. 146– 149.
- Кречко Н.М. Хорове мистецтво України: карантинні практики. Тези Міжнародної науково-практичної конференції «Україна у світових глобалізаційних процесах: культура, економіка, суспільство» : тези доповідей Київ, КНУКіМ 24–25 березня, 2021р. Част. 1. С. 189-192
- Кречко Н. М. Інформаційно-комунікаційні дистанційні технології в музичній освітній практиці. Вісник КНУКіМ. Серія: Мистецтвознавство.2021. Вип. 45. С. 100-107.
- Кречко Н. М. Актуальні питання роботи диригента з хоровим колективом [Електронний ресурс] / Н. М. Кречко // Наукові записки Тернопільського національного педагогічного університету імені Володимира Гнатюка. Серія: Мистецтвознавство. 2018. № 1. С. 63-68. Режим доступу: http://nbuv.gov.ua/UJRN/NZTNPUm_2018_1_12
- Кречко Н. М. Жанрові метаморфози та українське хорове мистецтво у контексті творчості Володимира Рунчака [Електронний ресурс] / Н. М. Кречко // Наукові записки Тернопільського національного педагогічного університету імені Володимира Гнатюка. Серія: Мистецтвознавство.  2018. № 2. С. 39-45.  Режим доступу: http://nbuv.gov.ua/UJRN/NZTNPUm_2018_2_8
- Кречко Н. Дитячий хоровий спів та його роль у музичній культурі [Електронний ресурс] / Н. Кречко, Н. Якобенчук // Імідж сучасного педагога. 2019.  № 2.  С. 76-79.
- Кречко Н. М. Вокальна школа Івана Паторжинського. Музика в діалозі з сучасністю: комунікативні аспекти музичної культури України ХХІ століття : тези доп. щорічної наук.-практ. ін.-конф. проф.-викл. складу, докторантів, аспірантів, магістрів та студентів. м. Київ. 23 квітня 2020. Київ : видавничий центр КНУКіМ. С. 38 – 41.
- Кречко Н. М., Грицюк О. Ю., Комаренко Н. М. Сучасний вокально-хоровий концертний репертуар : практикум. Київ : Ліра-К, 2017. 43 с.

## Галерея

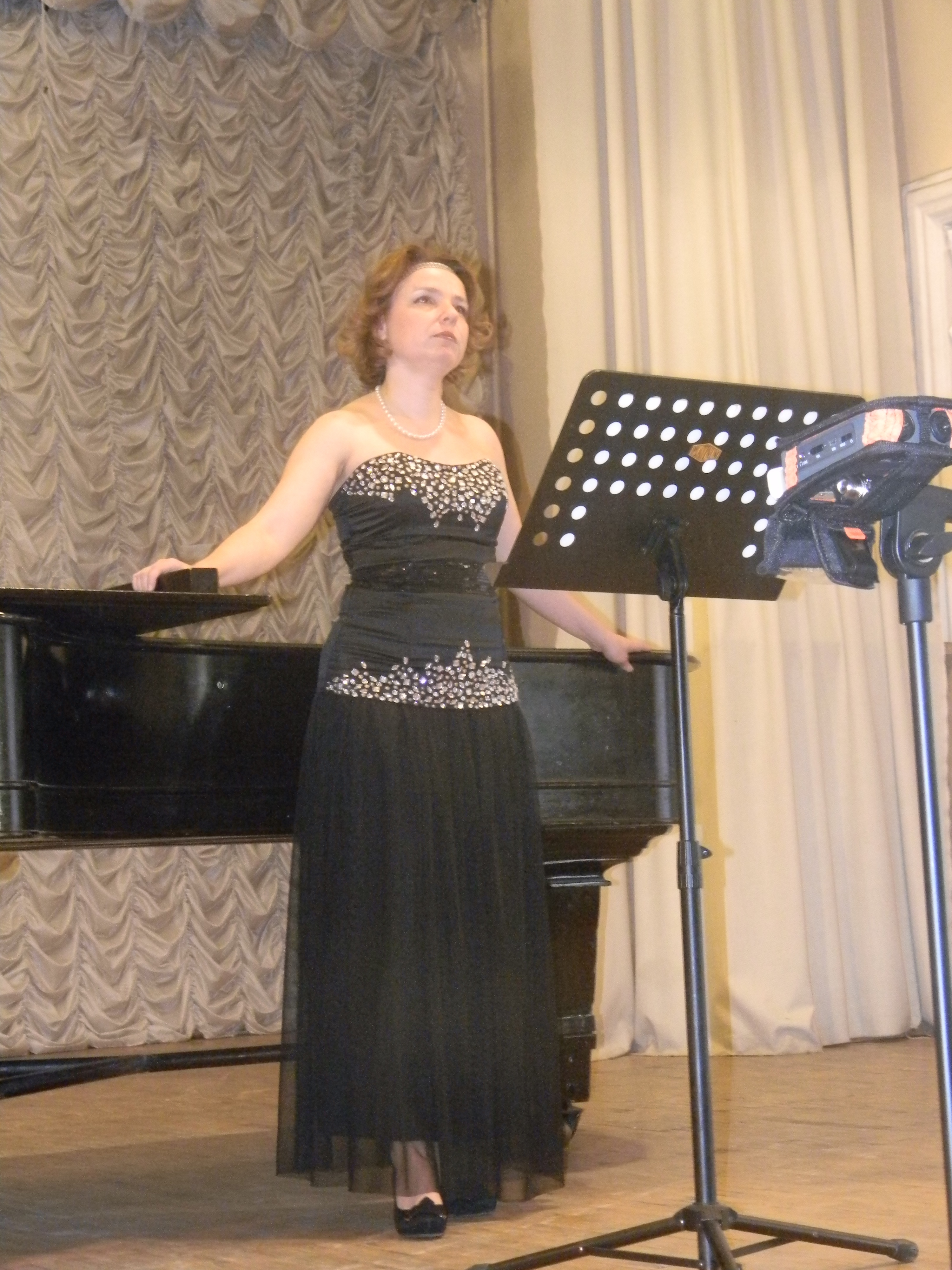
На концерті 15 травня 2013
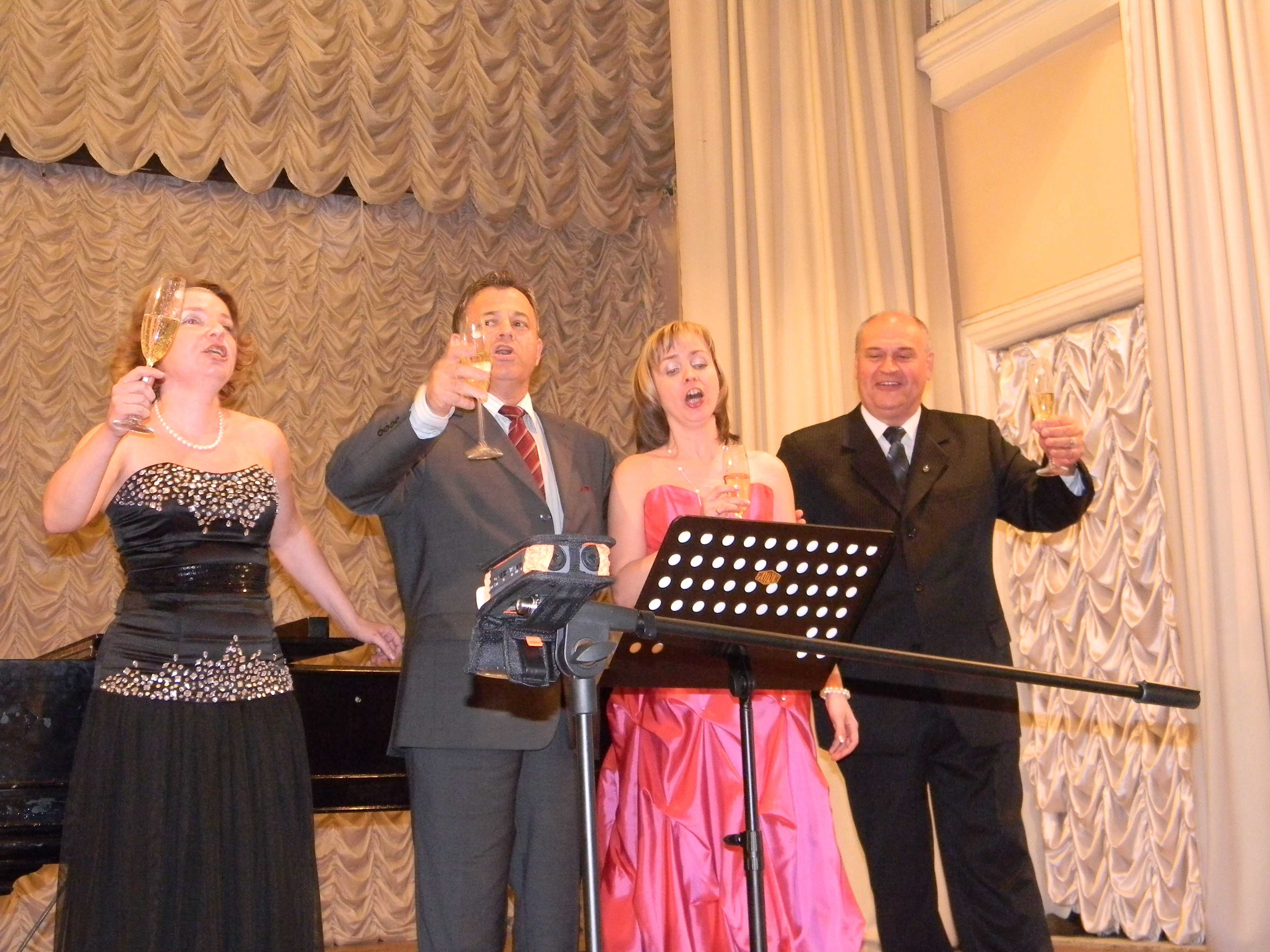
На концерті 15 травня 2013 (ліворуч), поруч - Степан Фіцич, Оксана Дондик, Микола Коваль